# 飯田瑞穂
飯田瑞穂（いいだ みずほ、1933年―1991年4月13日）は、日本史学者。

## 人物・来歴
横浜市生まれ。1952年（昭和27年）、茨城県立水戸第一高等学校卒業。東京大学大学院で坂本太郎に師事し、博士課程中退。宮内庁書陵部編集課、中央大学文学部助教授、教授。没後、名誉教授を追贈。息子は正倉院事務所の日本古代史学者・飯田剛彦。古代日本の律令制下の政治体制について天皇の貴族に対する優位性を説き、吉川真司がこれを受け継いだ。『常陸国風土記』など郷土史研究でも知られ、『茨城県史料』の校訂にも携わった。

## 著書
- 『聖徳太子伝の研究 (飯田瑞穗著作集 ; 1)』吉川弘文館, 2000.1
- 『古代史籍の研究 上中下 (飯田瑞穗著作集 ; 2-4)』吉川弘文館, 2000-01
- 『日本古代史叢説 (飯田瑞穗著作集 ; 5)』吉川弘文館, 2001.5

### 校注等
- 『茶道古美術蔵帳集成 下巻  加賀前田家表御納戸御道具目録帳』校閲　国書刊行会, 1978.8
- 『神道大系 古典編 5 古語拾遺 附註釈』校注　神道大系編纂会, 1986.3
- 『神道大系 神社編 18 安房・上総・下総・常陸国』鶴岡静夫共校注. 神道大系編纂会, 1990.3